# 애덤 호로위츠
애덤 호로위츠(Adam Horowitz, 1971년 12월 4일 ~ )는 미국의 각본가이자 프로듀서이다.